# Musculus longissimus capitis

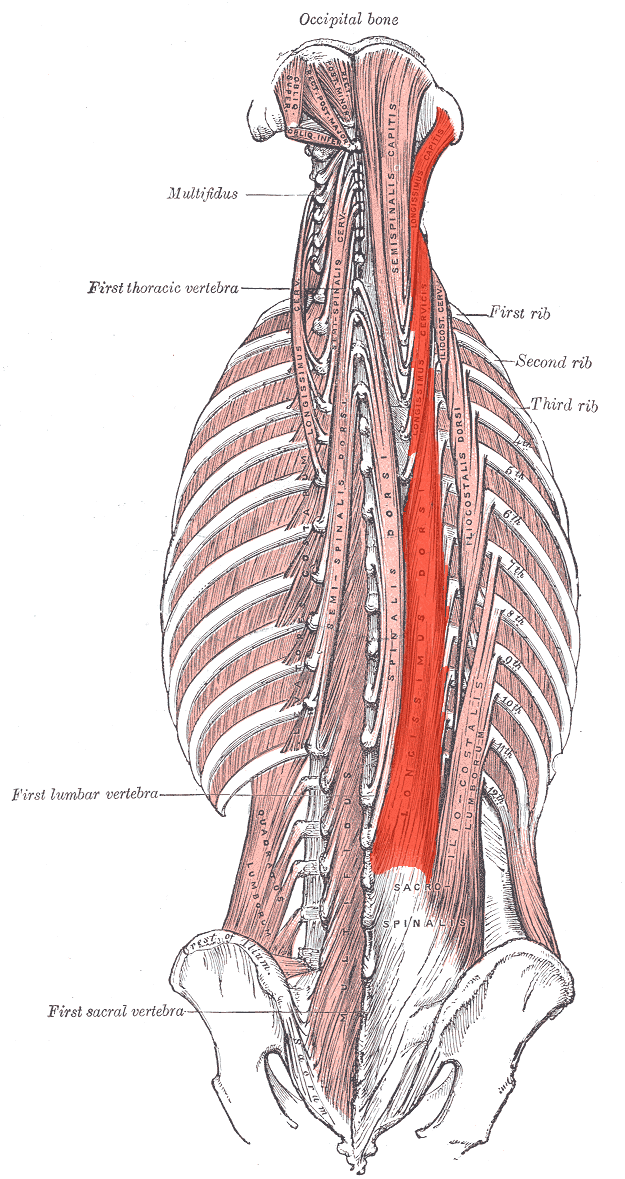
A hát mély izmai (a vörössel jelöltek közül a legfelső apró izom a longissimus capitis)

A musculus longissimus capitis egy hosszúkás izom az ember hátában.

## Eredés, tapadás, elhelyezkedés
A középső és az alsó nyakcsigolyák processus articularis inferior vertebraeről, a processus articularis inferior vertebraeről és a processus transversus vertebraeről valamint a felső hátcsigolyák processus transversus vertebrae-ről ered. A csecsnyúlványon (processus mastoideus) tapad.

## Funkció
Feszíti a gerincet. Stabilizál, forgat.

## Beidegzés, vérellátás
A ramus posterior nervi spinalis idegzi be. Az arteria sacralis lateralis látja el vérrel.

## Külső hivatkozások
- Kép
- Kép, leírás